# IEEE 1394
IEEE 1394 là một chuẩn giao tiếp với băng thông cao do IEEE (Institute of Electrical and Electronic Engineers) công bố vào cuối năm 1995 (theo thứ tự công bố chuẩn thứ 1394 như một sự tình cờ hoặc là lý do để chuẩn này được đặt tên như vậy). IEEE 1394 cũng còn được biết đến với tên khác như: FireWire (hãng Apple) i.LINK (hãng Sony) bởi bản thân IEEE 1394 không phải là một loại cổng, chúng chỉ là một chuẩn giao tiếp để các hãng phần cứng khác phát triển ra các cổng giao tiếp dựa trên chuẩn này nếu được chấp nhận rộng rãi.

## IEEE 1394
Tiêu chuẩn chung nhất của IEEE 1394 là IEEE 1394a hoặc IEEE 1394a-2000 với con số 2000 là năm mà chuẩn được giới thiệu.

Chuẩn IEEE 1394b được giới thiệu vào đầu năm 2003, chuẩn này hỗ trợ băng thông lên đến 800 Mbps và còn có khả năng mở rộng lên 3.200 Mbps trong tương lai. IEEE 1394b có tốc độ cao hơn các chuẩn IEEE 1394/IEEE 1394a bởi vì chúng hỗ trợ các công nghệ mạng bằng cáp quang và các cáp theo Category 5 UTP. IEEE 1394b hoàn toàn tương thích ngược với các thiết bị theo chuẩn IEEE 1394a.

### IEEE 1394a
IEEE 1394a hiện tại hỗ trợ các mức băng thông 100 Mbps, 200 Mbps, và 400 Mbps (tương ứng 12,5 MBps, 25 MBps, và 50 MBps). IEEE 1394 cho phép kết nối đồng thời đến 63 thiết bị bằng các hình thức phân nhánh.

IEEE 1394a dùng cáp 6 sợi, trong đó 4 sợi cho truyền tín hiệu, 2 sợi cho cung cấp nguồn điện. Tuy nhiên một loại đầu cắm nhỏ hơn dùng cho các thiết bị tự cung cấp năng lượng chỉ có 4 sợi, trong đó không bố trí 2 sợi cung cấp điện năng. Các DV camcorder thường sử dụng loại giao tiếp IEEE 1394 có 4 sợi bởi chúng tự cung cấp năng lượng qua pin hoặc có nguồn điện riêng.

### IEEE 1394b
IEEE 1394b là thế hệ thứ hai của chuẩn IEEE 1394 với những ứng dụng đầu tiên vào năm 2003.
IEEE 1394b có 9 chân, hỗ trợ tốc độ truyền 800/3200 Mbps nên cao hơn, nó có các cải tiến sau so với thế hệ trước nó (IEEE 1394a):
- Tự sửa chữa lỗi (Self-healing loops)
- Hỗ trợ các cáp dài hơn.
- Hỗ trợ cáp CAT5 cũng như cáp quang.

IEEE 1394b có thể giao tiếp với nhiều loại thiết bị có sử dụng các chuẩn giao tiếp theo chuẩn này thông qua các loại cáp chuyển đổi số chân cắm: 9 chân -> 6 chân hoặc 4 chân để phù hợp với các thiết bị sử dụng các cổng giao tiếp theo chuẩn IEEE 1394a.

Các loại cáp sử dụng với IEEE 1394b bao gồm:
- Beta: Chỉ dùng riêng với IEEE 1394b (không tương thích với IEEE 1394a)
- Bilingual: Cáp loại này dùng đồng thời cho các thiết bị IEEE 1394a/b, giúp các cổng theo IEEE 1394b sử dụng tương thích ngược với các thiết bị theo chuẩn thế hệ trước nó. Có hai loại: 9 chân sang 6 chân và 9 chân ra 4 chân giúp việc tương thích giữa hai chuẩn a/b.

## IEEE 1394 trong máy tính ngày nay

### IEEE 1394 tích hợp
Ở các máy tính cá nhân phổ thông có giá thành thấp, chuẩn này chưa được đưa vào sử dụng bởi chúng làm tăng giá thành sản phẩm. Ở các hệ máy tính tầm trung và cao cấp chúng đã được tích hợp sẵn vào bo mạch chủ.

Nhiều bo mạch chủ bán rời cho các người dùng tự lắp ráp máy tính cũng được tích hợp các cổng IEEE 1394 ở dòng sản phẩm trung và cao cấp (đa số chúng có giá lớn hơn 100 USD ở thời điểm cuối năm 2007).

Một số bo mạch âm thanh thuộc dòng cao cấp cũng được tích hợp sẵn các cổng IEEE 1394, ví dụ các bo mạch âm thanh của Creative cao cấp thường tích hợp sẵn IEEE 1394.

### Các bo mạch mở rộng cổng IEEE 1394
Cũng giống như các giao tiếp khác có nhu cầu sử dụng trên các máy tính cá nhân nhưng không được tích hợp sẵn, một số nhà sản xuất phần cứng đã sản xuất các bo mạch cung cấp các cổng I/O như IEEE 1394. Chúng thường được gắn vào các khe PCI trong máy tính. Không những phục vụ cho các máy tính cá nhân để bàn, nếu các máy tính xách tay chưa được tích hợp các sẵn cổng giao tiếp theo chuẩn IEEE 1394 thì có thể sử dụng các PCMCIA card để mở rộng ra các cổng theo chuẩn IEEE 1394.

### Ứng dụng và phát triển
Do sự các thiết bị cần băng thông cao chưa phổ biến trong người tiêu dùng nên các cổng IEEE 1394 chưa được thôi thúc tích hợp sẵn trên tất cả các máy tính cá nhân. Đa số các thiết bị ngoại vi hiện nay chỉ khai thác đến bus USB như: ổ usb flash, bàn phím, chuột..., giao tiếp với các máy ảnh số do tốc độ truy cập dữ liệu còn chậm nên cũng chỉ sử dụng USB. Mặt khác USB 2.0 với băng thông 480 Mbps cũng đáp ứng khá tốt cho các thiết bị kể trên.
IEEE 1394 mới chỉ được khai thác ở các ứng dụng cần băng thông lớn, đặc biệt là (một số trong chúng vẫn chưa phổ biến với chuẩn này):
- DV cameras: Hầu hết các DV camera (digital camera) ngày nay được tích hợp sẵn một cổng IEEE 1394 (nên IEEE 1394 còn quen được gọi là cổng DV hay DV port). Sự lựa chọn giao tiếp với chuẩn IEEE 1394 bởi chúng đáp ứng với băng thông cho video. Nhiều phần mềm, tiện ích kèm theo các DV camera này được phát triển trên nền chuẩn IEEE 1394 như: chuyển video từ DV cam sang PC, convert các định dạng video trực tiếp theo thời gian thực khi chuyển...
- Các ổ đĩa cứng gắn ngoài và các thiết bị lưu trữ khác gắn ngoài khác yêu cầu băng thông cao, như: ổ đĩa quang (ổ CD, ổ DVD).
- Các máy quét cao cấp với độ phân giải cao.
- Kết nối các máy tính với nhau với băng thông cao.

Trong tương lai, khi mà nhiều thiết bị sử dụng các chuẩn IEEE 1394 thì chúng có thể thay thế các giao tiếp USB đang phổ biến hiện nay cũng như USB đã thay thế các cổng tuần tự và song song thế hệ trước nó.